# Vácszentlászló
Vácszentlászló é um município da Hungria, situado no condado de Peste. Tem 29,87 km² de área e sua população em 2015 foi estimada em 2.004 habitantes.